# Crossoloricaria cephalaspis
Crossoloricaria cephalaspis är en fiskart som beskrevs av Isbrücker, 1979. Crossoloricaria cephalaspis ingår i släktet Crossoloricaria och familjen Loricariidae. Inga underarter finns listade i Catalogue of Life.